# Layla
A Layla a Derek and the Dominos egyik dala, amelyet Eric Clapton és Jim Gordon írt.
Az 1970-es Layla and Other Assorted Love Songs albumon megjelent kompozíció két különálló és ellentétes tételre oszlik, amelyeket a két szerző külön-külön komponált: az első részt, amelyet Clapton és Duane Allman elektromos gitárjai kísérnek, három versszak jellemzi, refrénnel tarkítva, majd szólóval; a második rész ehelyett egy hosszú instrumentális coda, amely Gordon zongora által játszott dallamvonal köré épül.
Clapton viszonzatlan szerelme Pattie Boyd, barátja, George Harrison felesége iránt ihlette, és megjelenésekor kevéssé volt sikeres. [3]: később azonban jó visszajelzéseket kapott a kritikusoktól és a közönségtől, különösen az Unplugged című albumról, amelyet maga Clapton adott ki 1992-ben; sőt, 2004-ben a Rolling Stone magazin felvette minden idők 500 legjobb dalának listájára, a 27. helyre.

## Háttér
1966-ban George Harrison feleségül vette Pattie Boydot, egy modellt, akivel az Egy nehéz nap éjszakája forgatása során találkozott. Az évtized utolsó éveiben Harrison és Clapton szoros barátságot kötöttek. Clapton gitározott a While My Guitar Gently Weeps című dalon, amely Harrison Beatles Fehér Albumán jelent meg, bár munkáját nem tulajdonították neki, míg Harrison gitározott a Badge-ben, Cream Goodbye című albumáról, álnéven. Ekkor Clapton rájött, hogy szerelmes Pattie Boydba. [4]
A címet, a Laylát, az azerbajdzsáni klasszikus költő, Nizámi Majnun és Leylà verses regénye ihlette. Clapton barátjától, az akkoriban az iszlámra áttérő Ian Dallastól értesült Nizámi történetéről [4] A történet egy hercegnőről szól, akit apja akarata arra kényszerített, hogy feleségül vegyen egy férfit, aki nem volt őrülten szerelmes belé, ami az utóbbi őrületét okozta (arabul és perzsául a Majnun jelentése "őrült"). A történet megütötte Claptont, aki a történetet Pattie Boyddal való kapcsolatával hozta összefüggésbe. [5]
Pattie Boyd 1977-ben elvált Harrisontól, és 1979-ben feleségül ment Claptonhoz, de 1989-ben több év különválás után elvált tőle.
A Cream feloszlása után Clapton megpróbált csatlakozni több előadóhoz, köztük a Blind Faithhez és a Delaney és Bonnie duóhoz. 1970 tavaszán megtudta, hogy a duó háttérzenekara (Carl Radle basszusgitáros, Jim Gordon dobos és Bobby Whitlock billentyűs) nem sokkal később elhagyja a duót. Clapton megragadta az alkalmat, hogy megalakítsa a Derek and the Dominos együttest. [6]
Az 1970-es évek második felében Duane Allman az Allman Brothers Bandből vendégként csatlakozott Clapton zenekarához. Claptont és Allmant, akik már csodálták egymást, Tom Dowd mutatta be az Allman Brothers koncertjén. [7] Hamarosan jó barátok lettek. Dowd már dolgozott Claptonnal a Creamben töltött ideje alatt. Ő keverte Layla mastereit,[8] és a csapat megalakulásával és Dowd producerrel Laylát körülbelül három perces verzióban vették fel. Később Clapton meggyőzte Jim Gordont, hogy adjon hozzá a Laylához egy dalt, amelyet tőle hallott. [6] Körülbelül három héttel az első három perc felvétele után[7] a dal elkészült.
Szerkezet
Az érett és összetett kompozíció jellemzi, amelyben több gitár átfedi egymást, a Laylát két tétel alkotja, mindegyiket egy riff jellemzi. Az első tétel, amely a d-moll (a kórus) és a cisz-moll billentyűk között váltakozik a versszakokban,[9] Layla jellegzetes riffjére összpontosít, amelyet kalapácson, húzáson, hajlításon és power akkordon keresztül játszanak. Általában úgy gondolják, hogy a riffet Allman készítette, aki Albert King As the Years Go Passing By című dalának énekdallamot adaptálta volna, amely az 1967-es Born Under a Bad Sign albumról származik. Az első részben szerepel a túlszinkronizált gitárszóló is, amely Allman slide gitárja és Clapton hajlítása közötti duett. Allman magasabb hangokat tudott játszani, mint a szokásos technikákkal. [7]
A Jim Gordon által készített második tételt általában Layla zongorájának nevezik, amelyben a számos gitár mellett két zongorasáv is található, szakszerűen egymásra helyezve, amelyeket maga Jim Gordon és Bobby Whitlock játszik.

## Unplugged verzió: Layla (Acoustic)
- Művész:	Eric Clapton
- Közzététel:	1992
- Időtartam	4:46
- Származási album:	Unplugged
- Nem	Blues rock
- Címke:	Reprise
- Producer:	Russ Titelman
- Felvétel:	Bray Studios, Bray, 1992. január 16.
- Megjegyzés: Grammy-díj a legjobb rockdalért (1993)

A dal kezdetben követte az album sorsát, ami nem volt túl sikeres, hiszen Clapton szerint is egy ismeretlen zenekar albumának tekintették. [3] A rádióban elképzelhetetlen darab hossza is hozzájárult a kezdeti siker hiányához. A 2:43-as verziót 1971 márciusában adta ki kislemezként az Atco, de csak az 51. helyet érte el a listákon.
Amikor 1972-ben újra kiadták a The History of Eric Clapton című válogatásalbumon, majd ismét kislemezként, az Egyesült Királyságban a hetedik, az Amerikai Egyesült Államokban pedig a tizedik helyet érte el. A kritikusok mindig is támogatták a darabot. Dave Marsh a The Rolling Stone Illustrated History of Rock and Roll című folyóiratában ezt írta: "Kevés olyan pillanat van a felvett rock repertoárjában, amikor egy énekes vagy dalszerző olyan mélységbe jut, hogy a hallgató úgy érzi, mintha gyilkosságnak vagy öngyilkosságnak lenne szemtanúja... számomra Layla a legnagyobb közülük." [3]
A dal 1982-ben jelent meg újra, és még nagyobb sikert aratott (negyedik hely az Egyesült Királyságban). Dalként is használták televíziós reklámokban (például az Opel Europa és a Vauxhall az Egyesült Királyságban 1987 és 1995 között) és filmekben (beleértve Martin Scorsese Nagymenők című filmjét, amelyben a "farok" hallható.
1992-ben a "Layla" unplugged változata felkerült az Unplugged albumra, amely Clapton által az MTV Unplugged televíziós műsor számára tartott koncertből született. Ez a verzió a 12. helyen végzett az Egyesült Államokban, de nem került fel a listákra az Egyesült Királyságban. Később ugyanebben az évben Grammy-díjat nyert a legjobb rockdalért, megelőzve a Nirvana együttes Smells Like Teen Spirit című dalát is.
- Eric Clapton – gitár, ének
- Andy Fairweather-Low - gitár
- Ray Cooper – ütőhangszerek
- Nathan East – basszusgitár, ének
- Steve Ferrone – dobok
- Chuck Leavell - zongora
- Katie Kissoon – ének
- Tessa Niles – ének